# 데버러 수
데버러 수(Deborah number)는 아래와 같이 대상 물질의 변형을 일으키는 외부변화의 진행 속도를 규정하는 특성시간({\displaystyle t_{p}})에 대한 물질이 갖는 고유 특성 시간({\displaystyle t_{c}})의 비이다.
{\displaystyle De={\frac {t_{c}}{t_{p}}}}
{\displaystyle De}가 1보다 매우 크면 물질은 고체와 같은 성질(탄성)을 가지고 1보다 매우 작으면 액체(점성)와 같다. De가 중간값을 가지면 액체와 고체의 성질을 동시에 나타내는 점탄성 거동을 보인다.

## 같이 보기
- 비뉴튼 유체
- 유변학
- 레이놀즈 수
- 유체 동역학